# Backarna
Backarna är en bebyggelse strax sydväst om Sundsvall i Sundsvalls kommun. Sedan 2020 avgränsar SCB här en småort.